# Sulky

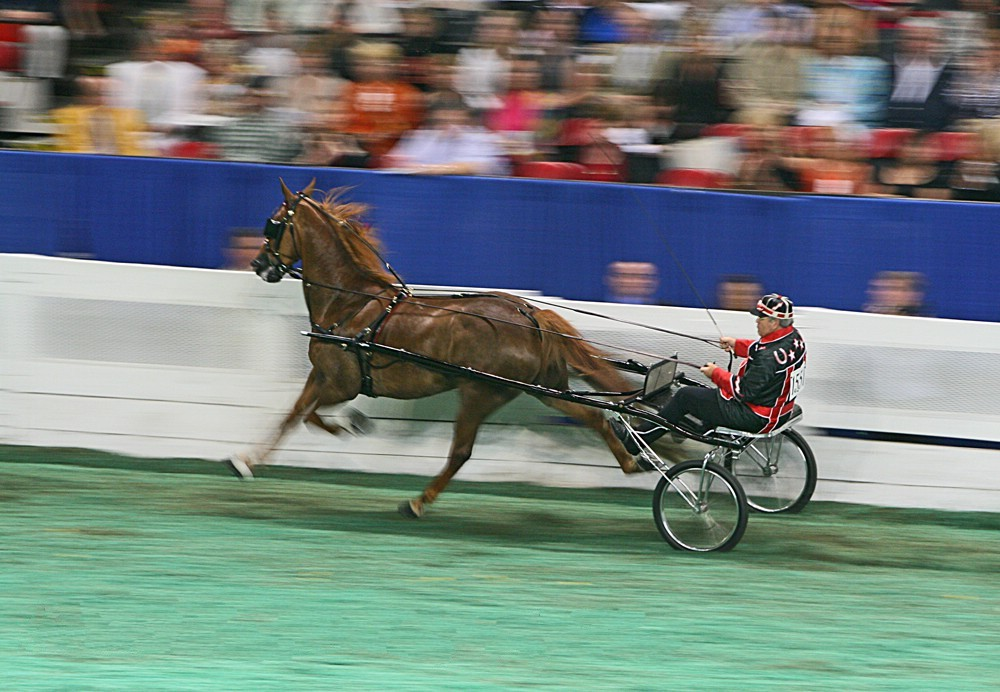

Sulky (cuvânt englez, pronunțat sálchi) este o trăsură ușoară, având doar două roți și un scaun pentru vizitiu (driver), folosită în cursele de trap.
Sulky-urile se împart în două categorii:
- Sulky-uri simetrice tradiționale
- Sulky-uri asimetrice

„Sulky-ul ameliorat" cu pneuri și înălțime reglabilă a fost brevetat în Statele Unite de către W. J. Hamill pe 15 august 1893. Sulky-ul asimetric a fost brevetat în Australia în anii 1980 și a ieșit în evidență în 1987, când un jugan de doi ani pe nume Rowleyalla, înhămat la unul dintre acestea, a bătut recordul mondial de atunci cu 3,4 secunde.  

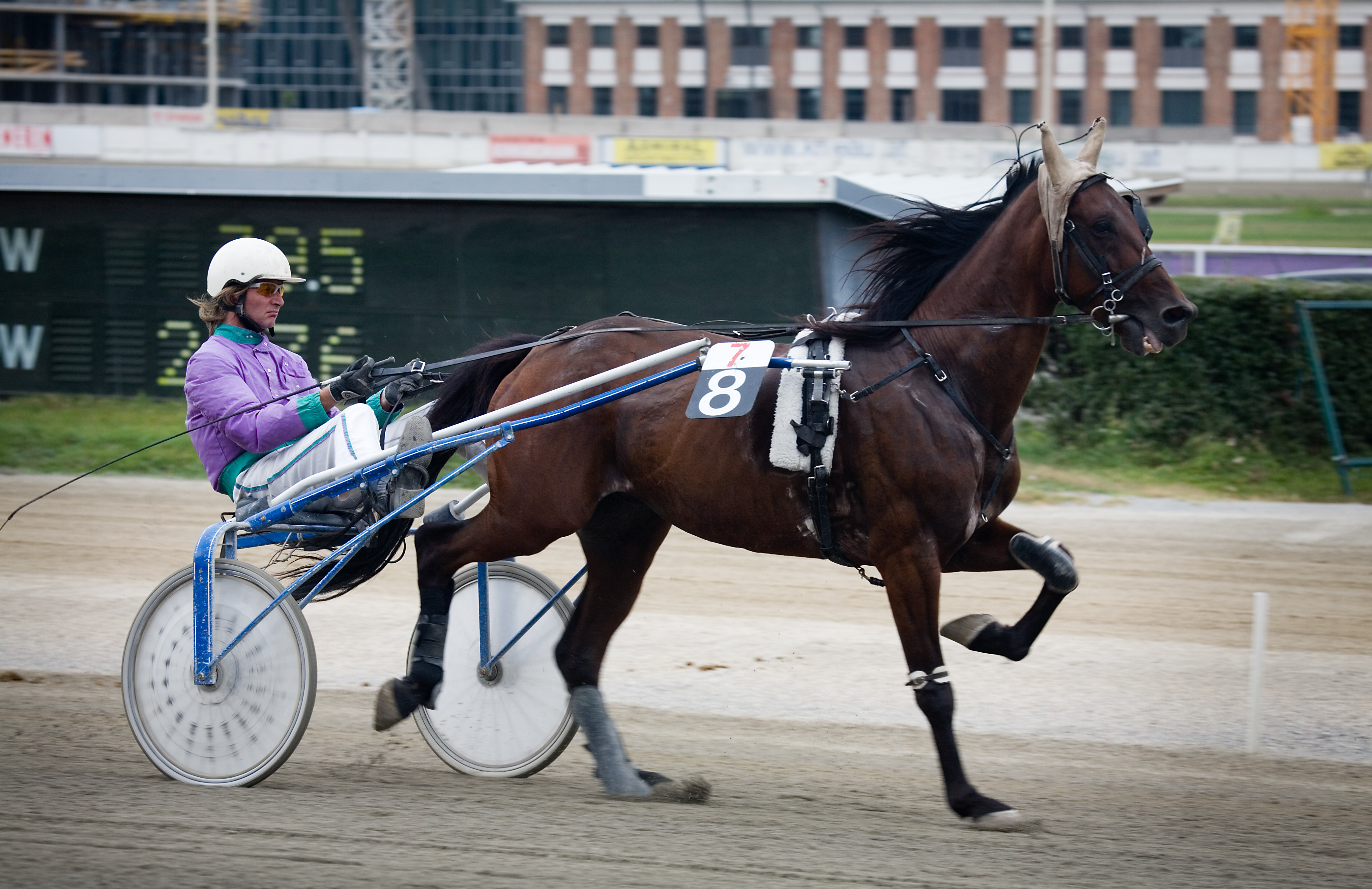

În 1990 sulky-ul asimetric a fost introdus în America de Nord, câștigând șapte dintre primele nouă curse ale sale la Hipodromul Freehold din statul New Jersey. Actualmente cea mai mare parte a sulky-urilor produse în America de Nord sunt cele asimetrice. Încă un tip de sulky este cel la care se înhamă doi cai unul lângă altul.  

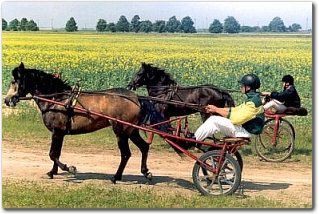
Sulky-uri în stil roadster în Europa de Est

O altă clasificare a sulky-urilor menționează următoarele tipuri: 
- Jog Carts, folosite doar la antrenamente, sunt mai mari și mai greoaie decât cele pentru curse. Uneori sunt numite și Roadcarts. Oiștile pot fi din lemn, aluminiu, oțel sau inox. Au scaune mai mari, care necesită pentru a ședea mai puține abilități atletice, sau o banchetă pe care pot încăpea două persoane. Cele mai moderne modele sunt echipate cu suspensie independentă cu amortizoare hidraulice sau arcuri spirale.
- Race Bikes sunt singurul tip care poate fi utilizat la curse sau alergări de calificare. Sunt mai compacte și mai aerodinamice decât Jog Carts, au scaune mai mici cu greutate redusă care solicită driver-ului mai multă abilitate atletică. Oiștile pot fi din fibră de carbon, aluminiu, titan, inox sau, arareori, lemn.
- Speed Carts au o construcție similară cu Race Bikes cu un singur scaun și scări pentru driver, dar sunt echipate cu pneuri pentru drumurile de țară, apărători de noroi, oiști mai lungi și sunt mai grele decât Race Bikes. Unele au o formă de suspensie limitată la scaun. Se fabrică de obicei din oțel, dar sunt cu mult mai ușoare decât Jog Carts.